# 주동초등학교
주동초등학교는 대한민국 경상남도 김해시에 있었던 공립 초등학교이다.

## 학교 연혁
- 1964년 11월 26일 주촌국민학교 주동분교장 설립인가
- 1967년 11월 1일 주동국민학교 개교
- 1971년 3월 1일 2층 2교실 증축
- 1979년 9월 27일 복지학교 가꾸기 공로학교 선정
- 1980년 12월 5일 복지학교 가꾸기 교육환경개선 우수학교 선정
- 1983년 2월 20일 자연과 우수학교 선정
- 1984년 9월 1일 주동국민학교병설유치원 개설
- 1989년 9월 26일 본관 7개 교실 준공
- 1990년 11월 26일 도 선정 근검·협동 우수학교
- 1994년 11월 24일 도 선정 음악과 우수학교
- 1996년 3월 2일 학교 급식소 개관
- 1999년 12월 23일 학교교육계획 실천 도 우수학교 선정
- 2011년 11월 3일 도서실(책놀이터) 구축
- 2012년 2월 29일 창의경영학교(학력향상형) 운영
- 2012년 4월 1일 도 선정 농산어촌 작은학교 살리기 운영
- 2013년 12월 30일 경상남도교육청 학교평가 우수학교 선정
- 2014년 2월 17일 보건실 현대화 사업 완료
- 2014년 3월 1일 경상남도교육청 예비꿈나르미학교 선정
- 2014년 8월 25일 과학실 현대화 사업 완료
- 2015년 2월 17일 제47회 8명 졸업(총 1,768명)
- 2015년 3월 1일 제20대 이종훈 교장선생님 부임
- 2019년 2월 28일 폐교 및 주촌초등학교와 통합[1]